# Kamrun Nahar Dana
Kamrun Nahar Dana (bengalisch: কামরুন নাহার ডানা; * um 1960) ist eine Badmintonspielerin aus Bangladesch. 

## Karriere
Kamrun Nahar Dana gewann 1979 ihren ersten nationalen Titel in Bangladesch, wobei sie im Mixed mit Monoar Ul Alam Babul erfolgreich war. Zwölf weitere Titelgewinne folgten bis 1990. Insgesamt war sie dreimal im Dameneinzel erfolgreich, viermal im Damendoppel und sechsmal im Mixed.

## Sportliche Erfolge
| Saison | Veranstaltung                  | Disziplin   | Platz | Name                                     |
| ------ | ------------------------------ | ----------- | ----- | ---------------------------------------- |
| 1979   | Bangladeschische Meisterschaft | Mixed       | 1     | Monoar Ul Alam Babul / Kamrun Nahar Dana |
| 1981   | Bangladeschische Meisterschaft | Mixed       | 1     | Sultan Arefin Badar / Kamrun Nahar Dana  |
| 1981   | Bangladeschische Meisterschaft | Dameneinzel | 1     | Kamrun Nahar Dana                        |
| 1982   | Bangladeschische Meisterschaft | Damendoppel | 1     | Kamrun Nahar Dana / Rashida              |
| 1982   | Bangladeschische Meisterschaft | Dameneinzel | 1     | Kamrun Nahar Dana                        |
| 1984   | Bangladeschische Meisterschaft | Mixed       | 1     | Sultan Arefin Badar / Kamrun Nahar Dana  |
| 1984   | Bangladeschische Meisterschaft | Damendoppel | 1     | Kamrun Nahar Dana / Rashida              |
| 1984   | Bangladeschische Meisterschaft | Dameneinzel | 1     | Kamrun Nahar Dana                        |
| 1986   | Bangladeschische Meisterschaft | Mixed       | 1     | Kamrun Nahar Dana / Shek Abul Hashem     |
| 1986   | Bangladeschische Meisterschaft | Damendoppel | 1     | Kamrun Nahar Dana / Nazia Akhter Juthi   |
| 1987   | Bangladeschische Meisterschaft | Mixed       | 1     | Shek Abul Hashem / Kamrun Nahar Dana     |
| 1987   | Bangladeschische Meisterschaft | Damendoppel | 1     | Kamrun Nahar Dana / Nazia Akhter Juthi   |
| 1990   | Bangladeschische Meisterschaft | Mixed       | 1     | Shek Abul Hashem / Kamrun Nahar Dana     |

## Referenzen
- http://www.badmintonbangladesh.org/index.php?option=com_content&view=article&id=90&Itemid=37

| Personendaten    | Personendaten                       |
| ---------------- | ----------------------------------- |
| NAME             | Dana, Kamrun Nahar                  |
| ALTERNATIVNAMEN  | কামরুন নাহার ডানা                         |
| KURZBESCHREIBUNG | bangladeschische Badmintonspielerin |
| GEBURTSDATUM     | um 1960                             |